# Ministerio de Transportes y Comunicaciones (Finlandia)
El Ministerio de Transportes y Comunicaciones (en finés: liikenne- ja viestintäministeriö (LVM), en sueco: kommunikationsministeriet) es uno de los doce ministerios que componen el Gobierno de Finlandia. El denominado LVM supervisa la red de transporte y los servicios de telecomunicaciones de Finlandia. La actual Ministra de Transportes y Comunicaciones es Lulu Ranne.
El LVM dispuso de un presupuesto para el año 2020 de 3.505.191.000 €. El ministerio emplea a 140 personas.

## Historia
La Junta de Administración de Transporte se creó dentro del Departamento Económico del Gran Ducado de Finlandia el 13 de septiembre de 1892. Ese día se considera la fecha de la fundación del Ministerio de Transporte y Comunicaciones. Es uno de los ministerios más antiguos. El nombre actual, Ministerio de Transporte y Comunicaciones, fue establecido durante el gobierno de Lipponen II el 1 de septiembre de 2000, cuando el Ministerio de Transporte cambió su nombre para describir mejor su área de responsabilidad.

## Organismos
Entre los organismos de que dispone el ministerio se encuentran la Agencia de Transporte, Trafi, FICORA, y el Instituto Meteorológico Finlandés (FMI). El ministerio tiene a cargo varias empresas estatales; la más notable es la empresa nacional de radiodifusión pública, Yleisradio.